# 1989 في النمسا
فيما يلي قوائم الأحداث التي وقعت خلال عام 1989 في النمسا.

## سياسة

### تعيين في المنصب
- 21 أبريل – يورج هايدر governor of Carinthia ‏.

### انتهاء فترة المنصب
- 30 مايو – يورج هايدر عضو المجلس الوطني للنمسا.

## أفلام
من الأفلام التي صدرت هذه السنة في النمسا:
- 1 يناير – القارة السابعة من إخراج مايكل هاينيكي.

## مواليد

### يناير
- 8 يناير – ياكوب يانتشر لاعب كرة قدم نمساوي.

### أبريل
- 19 أبريل – ماركو أرناوتوفيتش لاعب كرة قدم نمساوي.

### مايو
- 18 مايو – شتيفان إيلساكنر لاعب كرة قدم نمساوي.

### يونيو
- 5 يونيو – تمارا بوش لاعبة كرة يد نمساوية.
- 28 يونيو – نيكول روتمان لاعبة كرة مضرب نمساوية.

### أغسطس
- 21 أغسطس – دومينيك أشيرباوير لاعب كرة يد نمساوي.

### سبتمبر
- 7 سبتمبر – دومينيك شميد لاعب كرة يد نمساوي.

### ديسمبر
- 7 ديسمبر – ماتياس براندل درّاج طريق نمساوي.

## وفيات

### فبراير
- 27 فبراير – كونراد لورنتس (مواليد 1903)

### يونيو
- 22 يونيو – روبرت كورنر (مواليد 1924) لاعب كرة قدم نمساوي.

### يوليو
- 16 يوليو – هيربرت فون كارايان (مواليد 1908)

### أكتوبر
- 4 أكتوبر – فريدريك دي هوفمان (مواليد 1924)

### نوفمبر
- 13 نوفمبر – فرانز جوزيف الثاني أمير ليختنشتاين (مواليد 1906)